# Store Mosse Nationalpark
Store Mosse Nationalpark er en svensk nationalpark, som ligger i Småland. Det er den største højmose i det sydlige Sverige med forskellige vådområder, søer og små skove.
Her er der både den vidstrakte mose, den fuglerige Kävsjön (den vigtigste yngleplads i det sydlige Sverige for Traner), et rigt kulturmiljø, klitter og udsigtssteder. Mere end 100 fuglearter yngler i området, f.eks. sangsvane, hejre, urfugl, grågås, småspove og dværgbekkasin. Nationalparken ligger nordvest for Värnamo i Gnosjö, Vaggeryds og Värnamo kommuner i Jönköpings län.
Gennem parken går flere vandreruter, som tilsammen er på 40 km. Der findes også rastepladser og fugletårne.